# Bahnhof Memmingen
Der Bahnhof Memmingen ist eine seit 1862 bestehende Bahnstation in der bayerischen Stadt Memmingen. Das heutige Empfangsgebäude hatte zwei Vorgängerbauten. In Memmingen treffen die Bahnstrecken Buchloe–Memmingen und Leutkirch–Memmingen auf die Bahnstrecke Kempten (Allgäu)–Neu-Ulm. Der Bahnhof ist barrierefrei gestaltet.

## Lage
Der Bahnhof liegt zentral in der Stadtmitte am Ostrand der Altstadt, zwischen der Kalch- und der Lindentorstraße. Die Maximilianstraße mündet vor dem Bahnhofsgebäude in die Bahnhofstraße, die westlich von ihm verläuft. Im Norden befindet sich eine Fußgängerunterführung zur Augsburger Straße, im Süden führt ein eiserner Steg über die Gleise zur Gaswerkstraße.

## Geschichte

### Erster Bahnverkehr
Die Illertalbahn, die von der Stadt mitfinanziert wurde, war ab 1862 der erste Bahnanschluss Memmingens. Die erste Teilstrecke Memmingen–Neu-Ulm ging am 12. Oktober 1862 in Betrieb, das südliche Teilstück Kempten–Memmingen folgte am 1. Juni 1863. Zu dieser Zeit war der Haltepunkt lediglich als Post- und Bahnverwaltung eingestuft.
Das Bahnnetz wurde am 1. Mai 1874 um die Strecke Buchloe–Memmingen erweitert. Dadurch war Memmingen an die bayerische Landeshauptstadt München angebunden. 1879 hatte Memmingen fünf Gleise und drei Bahnsteige. Für den Bahnhof waren das Kalchtor, das Lindentörlein, die Wasserkunst, die Türme dazwischen und ein Großteil der Stadtmauer abgebrochen worden. Ein Wasserhaus und ein Übernachtungsgebäude befanden sich auf der Ostseite gegenüber dem Empfangsgebäude. Dazwischen stand ein zweigleisiger Lokomotivschuppen mit einer Zwölf-Meter-Drehscheibe. Auf der Westseite zur städtischen Schranne hin wurde eine zweigleisige Wagen-Remise mit Rampe, Lagerhalle und Wagendrehscheibe gebaut.
1887 schlossen das Königreich Bayern und das Königreich Württemberg den Staatsvertrag über die Errichtung der Strecke Leutkirch–Memmingen. 1888 wurde der Bahnhof umgebaut. Westlich des ersten Gleises wurden drei Stumpfgleise eingerichtet, von denen zwei einen Bahnsteig hatten. Im Vorfeld befanden sich die Abstellgleise für Reise- und Güterwagen sowie ein Lokschuppen für die Maschinen der Königlich Württembergischen Staats-Eisenbahnen. Auch mussten zwei Stände an den Lokschuppen angebaut werden. Ein Anbau mit Übernachtungsräumen wurde für die württembergischen Lokführer errichtet, eine Zwölf-Meter-Drehscheibe vorgelagert, dazu kamen ein Wasserhaus sowie eine Kopf- und eine Seitenrampe. Insgesamt mussten 2740 Meter neue Gleise verlegt und 1080 Meter alte abgebaut und neu verlegt werden. 2090 Meter Gleise wurden verschoben und 1585 Meter um 20 bis 30 Zentimeter hochgeschottert. 13 neue Weichen, davon eine englische, wurden eingebaut, 15 abgebrochen und wieder verwendet, zwei verschränkte Weichen eingelegt und zwei Weichen verschoben.

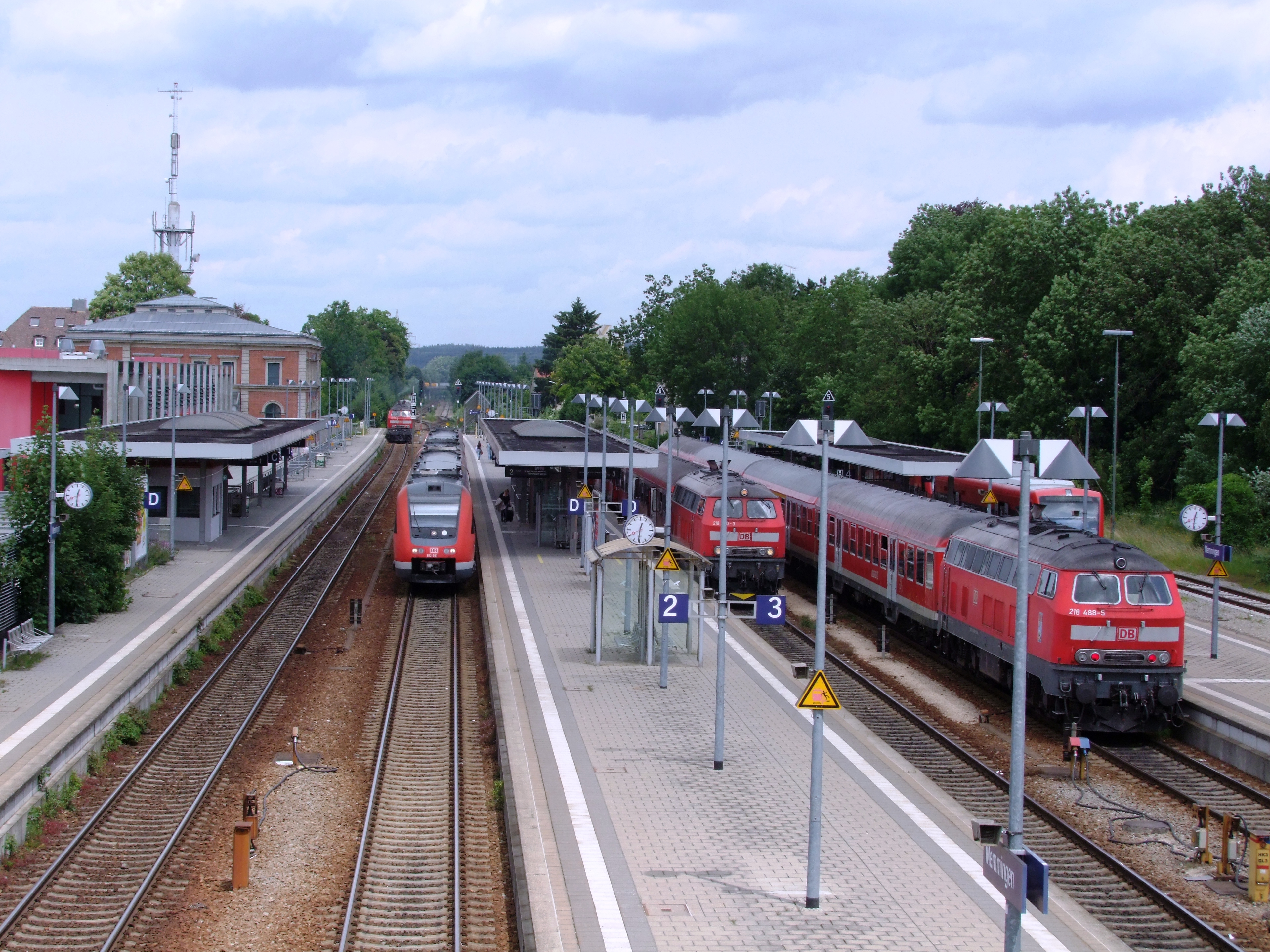
Bahnhof Memmingen (2011) vor der Elektrifizierung

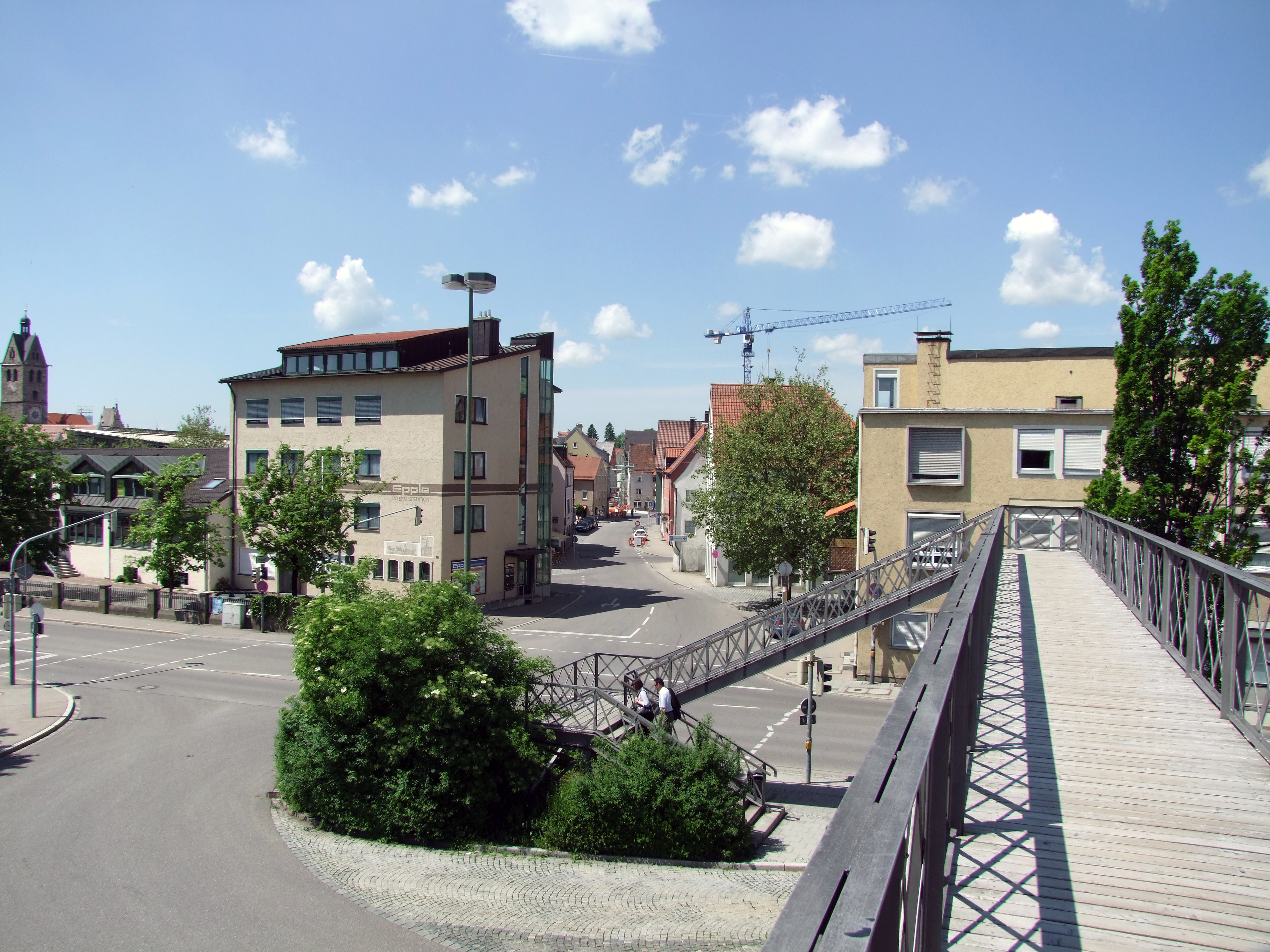
Der eiserne Steg

Der Lokschuppen wurde von der West- auf die Ostseite nördlich des Bahnübergangs Augsburger Straße verschoben. Damit konnte der württembergische Bahnverkehr im Wesentlichen ohne Beeinträchtigung des bayerischen Betriebes auf den heutigen Gleisen 11 bis 13 durchgeführt werden. Eine Ladehalle musste versetzt und um 20 Meter verlängert sowie das Dienstwohngebäude um ein Stockwerk erhöht werden. Im Jahr 1889 wurde für den querenden Fußgängerverkehr ein 17 Tonnen schwerer eiserner Steg unmittelbar nördlich des Stadtbaches gebaut und 19 Jahre später nach Norden verlegt.

### Erweiterung und Ausbau
Am 2. Oktober 1889 wurde die Strecke von Leutkirch in Betrieb genommen. Von 1890 bis 1893 waren umfangreiche Spurplanänderungen und -ergänzungen notwendig. Der Güterbahnhof und die Freiladegleise wurden erweitert. Der Hausbahnsteig erhielt ein eisernes Bahnsteigdach. Für die steigende Zahl der Beschäftigten, im Jahr 1913 waren es 155 Eisenbahner, entstanden im Gleisfeld Unterstandsbuden und Dienstwohnungen.
Die gemeinsame Post- und Bahnverwaltung wurde 1893 aufgehoben und in eine Bahnverwaltung umgewandelt. Am 22. Oktober 1900 wurde die Bahnstrecke Ungerhausen–Ottobeuren in Betrieb genommen, deren Züge in der Regel von und nach Memmingen verkehrten. Am 23. Juni 1904 folgte schließlich die Bahnstrecke Memmingen–Legau. Von 1907 bis 1908 entstand die erste Signalanlage.
Eine neue Güterhalle mit Abfertigungsgebäude wurde 1909 fertiggestellt. Aus der alten Ladehalle beim Gleis 13 entstand durch Umbau ein weiteres Dienstwohngebäude. Ein Jahr später wurden die Behandlungsanlagen durch eine Wagenreinigungshalle bei der württembergischen Lokbehandlungsanlage erweitert.
Die Breite der Bahnsteige genügte dem starken Personen- und Gepäckverkehr nicht mehr. Von 1916 bis 1919 wurden sie umgebaut und die Gleisanlagen im Personenbahnhof erweitert. Durch den Rückbau der bayerischen Lokremise und der Wasserhäuser entstand der erforderliche Platz. Die Bahnsteige wurden verbreitert, mit einem hölzernen Dach versehen; eine Bahnsteigunterführung ermöglichte den Zugang. Kriegsbedingt konnten die Restarbeiten und der Neubau des Nebengebäudes zum Empfangsgebäude erst 1921 abgeschlossen werden.

### Zweiter Weltkrieg
Gegen Ende des Zweiten Weltkrieges waren der Eisenbahnknoten und der benachbarte Fliegerhorst Ziel mehrerer Luftangriffe. Am 20. Juli 1944 verursachte der erste Angriff größere Beschädigungen im Personenteil des Bahnhofs. Durch die Räumung von vier Reisezügen konnten Personen- und Fahrzeugschäden abgewendet werden. Nach intensiven Aufräumungs- und Reparaturarbeiten konnte der Bahnbetrieb kurze Zeit danach ungehindert weitergehen. Am 20. April 1945 war der verheerendste Luftangriff.

„[…] Lokschuppen und Übernachtungsgebäude sehr schwere Dach- und Fensterschäden, Mauerwerk beschädigt, … Wasserkran und Drehscheibe leicht beschädigt, 36 Wagen zerstört, 88 schwer, 64 leichter beschädigt. Bahnhof Memmingen mit 78 schweren Sprengbomben belegt, zwischen Stellwerk I und III … Ausfahrten nach Kempten, Leutkirch und Legau unterbrochen. Es war lediglich noch Betrieb im Pbf und Richtung Ulm und Buchloe möglich. Sämtliche Gleise zwischen Stw I und III zum größten Teil und 20 Weicheneinheiten zerstört. Die östlich des Bf. gelegene städtische Anschlußgleisgruppe 1 wurde fast völlig zerstört. Der östliche Teil des eisernen Stegs über die Gleise beim Stellwerk III stürzte auf 20 m zusammen. … 18 Soldaten, 3 Eisenbahner, I polnische Frau und I poln. Arbeiter gefallen. 165 Soldaten leicht verwundet. EI. Stellwerke I und Il durch Splitter beschädigt. … die Stromversorgungsanlage für das Kraftstellwerk im Stellwerk II wurde schwer beschädigt. … Wasserturm schwer beschädigt … Die Güterhalle zur Hälfte völlig zerstört, zur Hälfte schwer beschädigt. … Die Übernachtungsgebäude an der Riedbachstr. mit Nebengebäude, die Dienstwohngebäude II und III, alle Bahnsteigdächer, die alte Güterhalle und das Zugabfertigergebäude zum größten Teil stark beschädigt. … Die aus Beton bestehenden Umladebühnen bei der Güterhalle zur Hälfte zerstört.“

Am 26. April 1945 marschierten amerikanische Streitkräfte ein, damit war der Zweite Weltkrieg für Memmingen beendet. Der Neubeginn war infolge der darniederliegenden Infrastruktur mit einer schweren Hypothek belastet. Nachdem der Verkehr wieder geordnet gelaufen war, begannen Anfang der 1950er Jahre die Rationalisierungsmaßnahmen. Die Bahnmeisterei Memmingen 2 wurde am 1. September 1953 und das Betriebsamt Memmingen am 1. Mai 1954 aufgelöst.

### Erweiterung durch den Busbahnhof und Rückbau

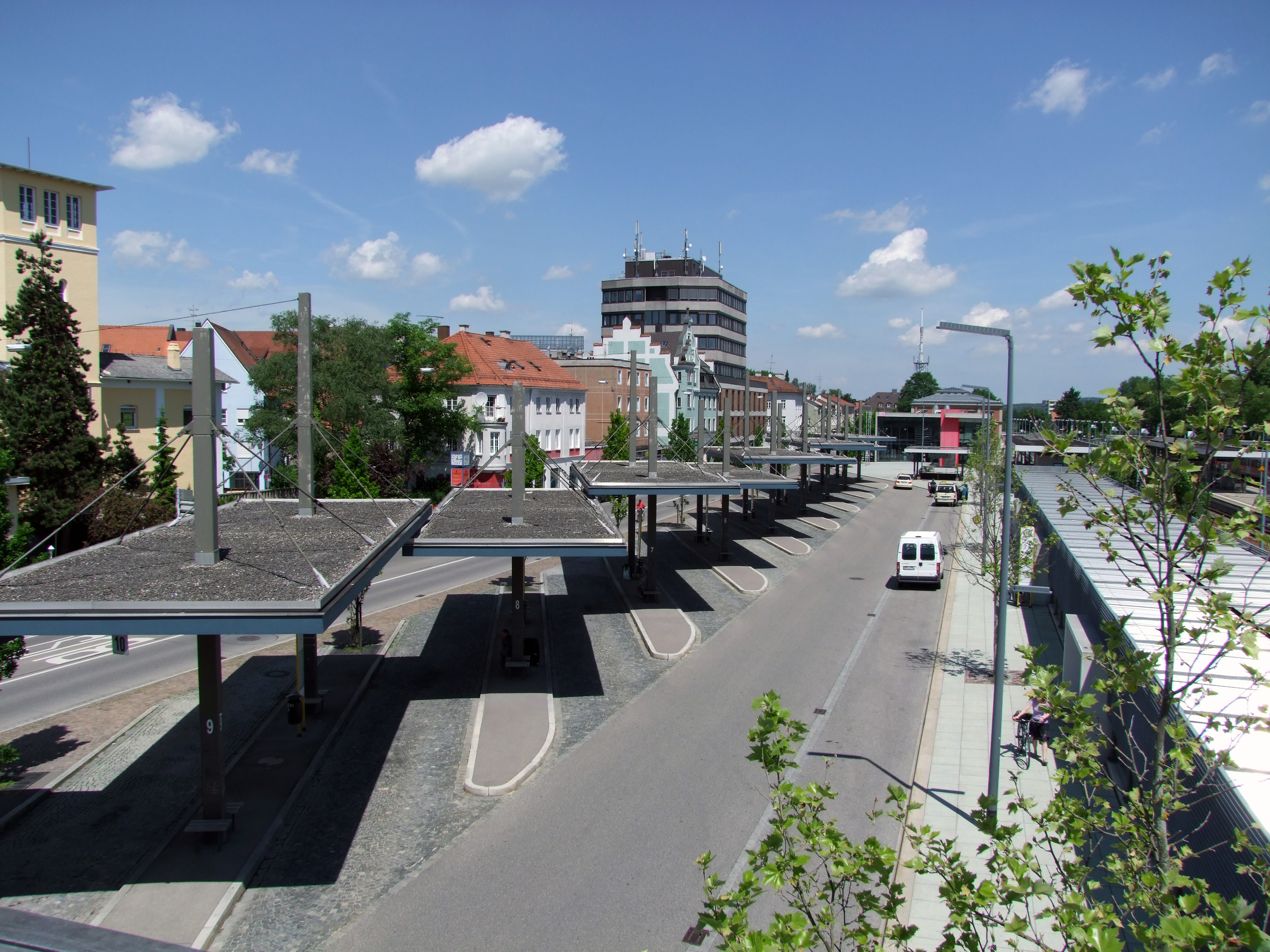
Der zentrale Omnibusbahnhof

Zur Entlastung des beengten Bahnhofsvorplatzes entstand Ende der 1960er Jahre ein Busbahnhof südlich des Empfangsgebäudes, der bis 1982 zu einem zentralen Omnibusbahnhof (ZOB) ausgebaut wurde. Zur Verbreiterung der Anlage wurde das Stumpfgleis 12 zurückgebaut, zumal es durch die Einstellung des Personen- und Güterverkehrs auf der Nebenbahn nach Legau am 28. Mai 1972 entbehrlich geworden war.
In den 1970er Jahren wurde durch Weichenrückbauten der vielfältige Fahrtmöglichkeiten bietende Spurplan vereinfacht. Besonders betraf dies die Anbindung des Güterbahnhofs. Nachdem bereits 1976 der Wasserturm in der Bahnbetriebswerk-Außenstelle abgebrochen worden war, wurden 1983 der Lokschuppen und die Drehscheibe abgerissen. Nur der massive Anbau am Lokomotivschuppen blieb bestehen und wird weiterhin als Übernachtungsgebäude genutzt.
Durch eine günstige Wagenumlaufgestaltung konnten die Abstellgleise 21 bis 23, das restliche Gleis 13 sowie Gleis 10 Mitte der 1980er Jahre zurückgebaut werden. Zwar wurden in den 1970er Jahren mehrere neue Gleisanschlüsse geschaffen, dies konnte jedoch den rückläufigen Güterverkehr seit Mitte der 1980er Jahre nicht stoppen.

### Jüngere Geschichte

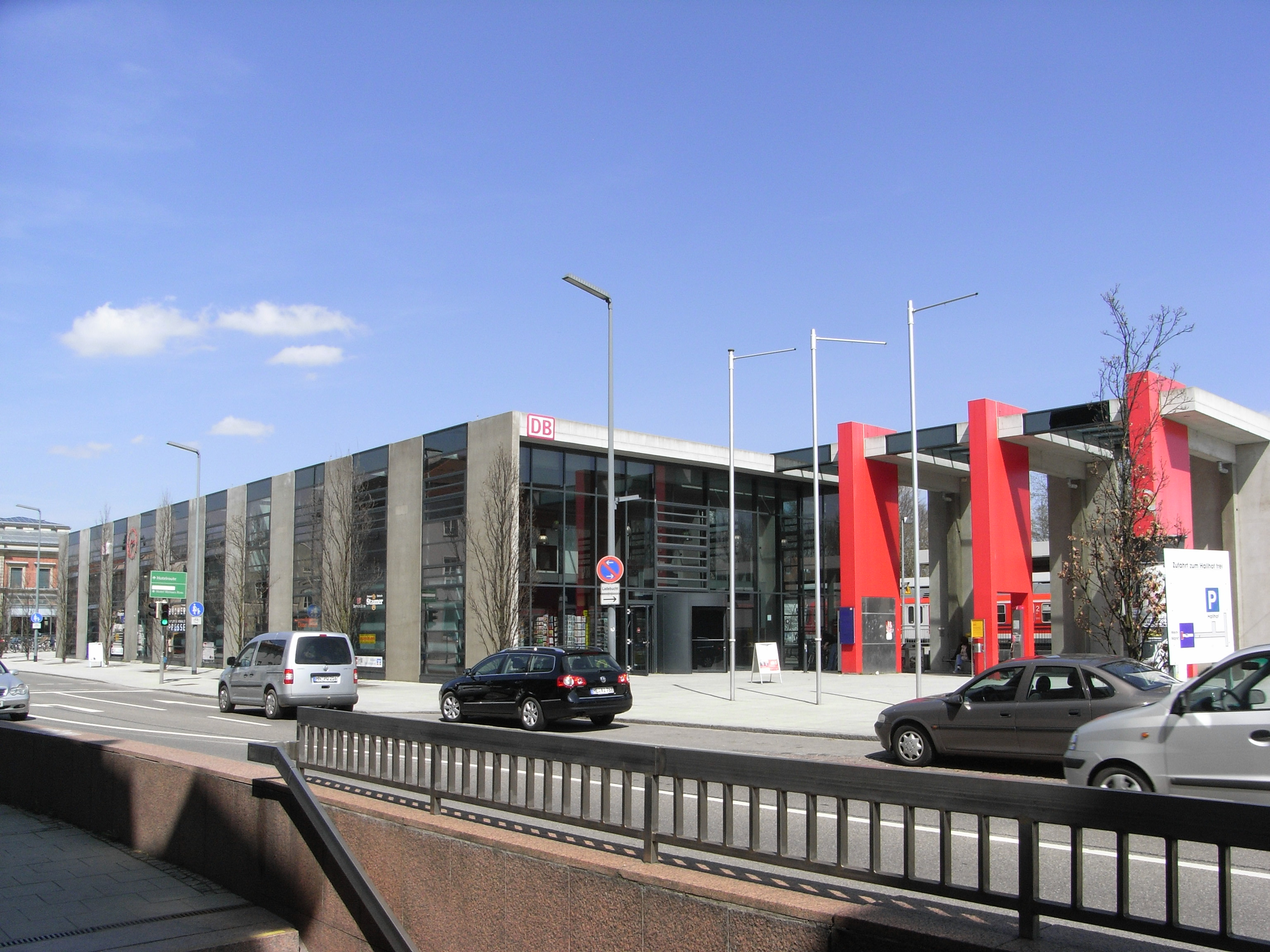
Das neue Empfangsgebäude

Im Jahr 1980 wurde versucht, verlorene Kapazität durch den Transport von Wechselbehältern und Einrichtung eines Containerumschlagplatzes zurückzugewinnen. Am 30. Mai 1976 wurde Memmingen ein Knotenpunktbahnhof für die rationelle Bedienung der Anschlussanlagen und der umliegenden Strecken. Am 25. September 1988 wurde der Knotenpunktbereich überwiegend in den Bereich Neu-Ulm einbezogen.
Das erste größere Projekt war der Ersatz des Bahnübergangs Augsburger Straße durch eine Unterführung ausschließlich für den Rad- und Fußgängerverkehr, die 1999 fertiggestellt wurde. Der Übergang für Kraftfahrzeuge entfiel ersatzlos. Da die Überbrückung der Unterführung unmittelbar am nördlichen Ende der Bahnsteige liegt, wurden dort Zugänge zu den Bahnsteigen der Gleise zwei und drei geschaffen. Damit verbunden war eine Modernisierung und Anhebung sämtlicher Bahnsteige. Die bisher nur etwa 20 Zentimeter hohen Kanten behinderten den Fahrgastwechsel erheblich. Zum Umbau gehörte auch der Ersatz der alten hölzernen Bahnsteigdächer. Eine moderne Fahrgastinformationsanlage ersetzte die antiquierte Zuglaufanzeige mit Steckschildern aus Blechtafeln. Im Jahr 2001 wurde der neue Bahnhof eingeweiht. Dieser wurde im Rahmen einer Kooperation der örtlichen Bauunternehmen Kutter und Unglehrt errichtet, wobei Unglehrt die Betonfertigteile beisteuerte. Ein modulares Konzept, das in Deutschland flächendeckend für Neubauten eingesetzt werden sollte, war zum Zuge gekommen. Wegen der hohen Kosten sah die Deutsche Bahn jedoch von weiteren gleichartigen Bahnhofsbauten ab, so dass es der einzige modulare Bahnhof blieb.
Am 23. März 2018 fand in Memmingen der symbolische Spatenstich für die Ausbaustrecke München–Lindau statt – mit gleichzeitigem Baubeginn und sechsmonatiger Streckensperrung.
Nach der Elektrifizierung der Strecke Geltendorf – Memmingen – Hergatz – Lindau verkehren seit 13. Dezember 2020 täglich sechs EuroCity-Express-Zugpaare München – Memmingen – Zürich, betrieben mit SBB-Neigetechnikzügen der Baureihe SBB RABe 503. Die Züge erreichen auf der Strecke Geschwindigkeiten bis zu 160 km/h. Auch die bestehenden Direktverbindungen von Arverio Bayern zwischen München und Memmingen und weiter nach Lindau werden elektrisch betrieben.
Seit 2021 plant die Stadt Memmingen zur Verbesserung der Erreichbarkeit des Bahnhofs und der Innenstadt aus den östlichen Wohnbereichen eine Verlängerung der Fußgängerunterführung unter dem Bahnhof sowie eine gestalterische Aufwertung der bestehenden Bereiche.

## Stellwerke

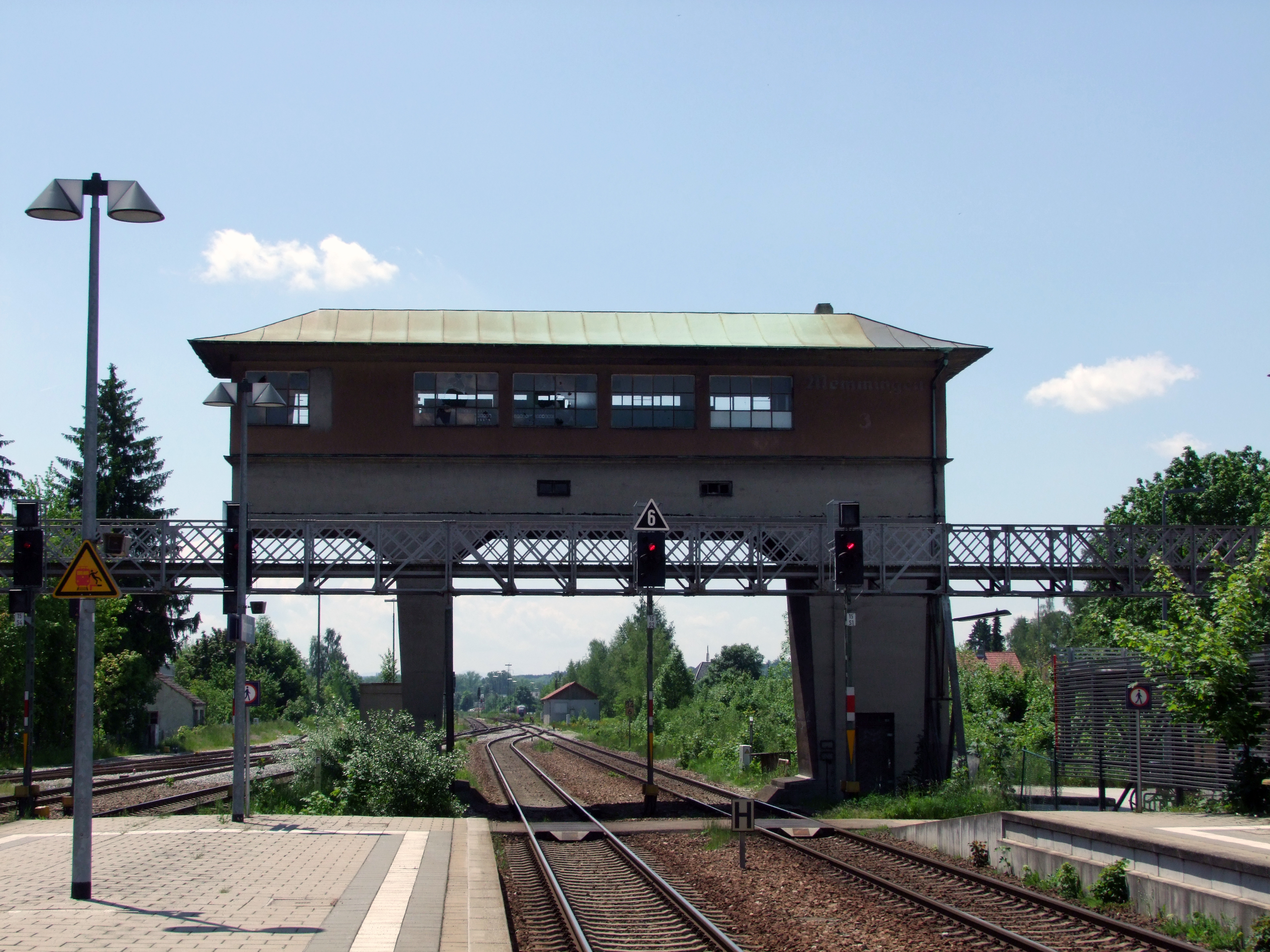
Das Stellwerk 3

Von 1932 bis 1934 entstand eine elektromechanische Stellwerksanlage vom Typ VES 1912 mit vier Stellwerken. Im Jahr 1932 gingen das Wärterstellwerk 4 an der Augsburger Straße und das Fahrdienstleiter- beziehungsweise Befehlsstellwerk 3 in Betrieb.
An der Verzweigung der Strecken in Richtung Kempten, Legau und Leutkirch wurde 1933 das Stellwerk 2 zugeschaltet, und ein Jahr später war das Stellwerk 1 im südlichen Bahnhofskopf am früheren Ablaufberg fertiggestellt.
Im Juli 2000 wurde ein aus der Betriebszentrale München ferngesteuertes elektronisches Stellwerk in Betrieb genommen, das die vier elektromechanischen Stellwerke ersetzt und den Bahnhof Heimertingen fernsteuert. 2015 wurde die Bedienung des Stellwerks von der Betriebszentrale nach Memmingen umgelagert. Seit 2017 werden zusätzlich die Bahnhöfe in Ungerhausen, Sontheim und Stetten vom örtlich ansässigen Fahrdienstleiter Memmingen gemeinsam gesteuert.

## Bahnsteige und Gleise
| Gleis | Länge in m | Höhe in cm |
| ----- | ---------- | ---------- |
| 1     | 343        | 76         |
| 2     | 312        | 76         |
| 3     | 312        | 76         |
| 4     | 185        | 76         |
| 5     | 145        | 76         |

## Bedienung

### Personenverkehr
Zum Taktknoten zur vollen und zur halben Stunde ergeben sich Anschlussmöglichkeiten in alle vier Richtungen:
| Linie  | Laufweg | Frequenz      | Betreiber          |
| ------ | --- | ------------- | ------------------ |
| ECE 88 | Zürich – St. Gallen – Bregenz – Lindau-Reutin – Memmingen – Buchloe – München                                                                | zweistündlich | DB Fernverkehr     |
| RE71   | Memmingen – Mindelheim – Türkheim (Bay) – Buchloe – Augsburg Hbf                                                                             | zweistündlich | DB Regio AG Bayern |
| RE72   | Memmingen – Mindelheim – Türkheim (Bay) – Buchloe – Kaufering – Geltendorf – München-Pasing – München Hbf                                    | zweistündlich | Arverio Bayern     |
| RE75   | Ulm Hbf – Illertissen – Memmingen – Bad Grönenbach – Kempten (Allgäu) Hbf – Immenstadt – Sonthofen – Oberstdorf                              | stündlich     | DB Regio AG Bayern |
| RE96   | München – Buchloe – Türkheim (Bay) – Mindelheim – Memmingen – Leutkirch – Kißlegg – Wangen (Allgäu) – Hergatz – Lindau-Insel – Lindau-Reutin | zweistündlich | Arverio Bayern     |
| RS7    | Memmingen – Altenstadt (Iller) – Illertissen – Senden – Neu-Ulm – Ulm                                                                        | stündlich     | DB Regio AG Bayern |
| RB92   | Memmingen – Leutkirch – Kißlegg – Wangen – Hergatz – Lindau-Insel – Lindau-Reutin                                                            | zweistündlich | Arverio Bayern     |

### Güterverkehr
Von 1980 an stieg das Volumen des Güterverkehrs im Bahnhof erheblich an. Dies war bedingt durch die allgemeinen Produktionssteigerungen der Industriebetriebe und dem Neubau einer Vielzahl von Gleisanschlüssen. Dieses immer größer werdende Güteraufkommen erforderte, die Gleisanlagen nochmals zu erweitern, was in mehreren Schritten geschah. In Richtung Kempten entstand ein Güterbahnhof mit den entsprechenden Weichenverbindungen für Ein- und Ausfahrten sowie einem Ablaufberg.

### Busverkehr
Am Zentralen Omnibusbahnhof halten folgende Buslinien:
| Linie           | Strecke                                                             |
| --------------- | ------------------------------------------------------------------- |
| Stadtverkehr    |                                                                     |
| 1               | ZOB – Kalkerfeld – Waldfriedhof – Berliner Freiheit                 |
| 2               | ZOB – Klinikum – Memmingerberg – Flughafen – Hühnerberg             |
| 3               | ZOB – Realschulzentrum – Amendingen – Grünenfurt – Eisenburg        |
| 4               | ZOB – Neubruch – Berufsbildungszentrum                              |
| 5               | ZOB – Schweizerberg – Dickenreishausen – Legau                      |
| 6               | ZOB – Eissporthalle – Volkratshofen – Ferthofen                     |
| 7               | ZOB – Flughafen                                                     |
| Regionalverkehr |                                                                     |
| 810             | ZOB – Flughafen – Babenhausen – Krumbach (teilweise Rufbus)         |
| 955             | ZOB – Ottobeuren Bhf. – Engetried, Kirche                           |
| 959             | ZOB – Pleß Unterdorf – Kellmünz Bhf. (teilweise Rufbus)             |
| 960             | ZOB – Ochsenhausen Grieser – Biberach                               |
| 961             | ZOB – Aitrach – Altmannshofen – Leutkirch im Allgäu                 |
| 962             | ZOB – Goßmannshofen – Wolfert – Böhen                               |
| 963             | ZOB – Niederrieden – Winterrieden – Babenhausen                     |
| 964             | ZOB – Buxheim, Bäckerei Müller (teilweise Rufbus)                   |
| 965             | ZOB – Bad Grönenbach Ärztehaus – Helios-Klinikum (teilweise Rufbus) |
| 966             | ZOB – Ferthofen – Illerbeuren – Legau, Rathaus (teilweise Rufbus)   |
| 967             | ZOB – Schwaighausen – Sontheim – Erkheim – Babenhausen              |
| 969             | ZOB – Rot an der Rot – Ochsenhausen                                 |
| 981             | ZOB – Baltenplatz – Dr.-Berndl-Platz – Kalkerfeld                   |
| 982             | ZOB – Hühnerberg – Memmingerberg                                    |
| 983             | ZOB – Eisenburg – Amendingen                                        |
| 984             | ZOB – Berufsbildungszentrum – Neubruch                              |